# Juri Anatoljewitsch Owtschinnikow
Juri Anatoljewitsch Owtschinnikow (russisch Юрий Анатольевич Овчинников; * 2. August 1934 in Moskau; † 17. Februar 1988 ebenda) war ein sowjetischer Biochemiker.
Juri Owtschinnikow studierte Chemie an der Lomonossow-Universität mit dem Abschluss 1957, wurde 1961 promoviert und 1966 habilitiert. Er war ab 1960 am Institut für chemische Naturstoffe der Akademie der Wissenschaften (später Institut für bioorganische Chemie), dessen Direktor er 1970 wurde. 1972 Professor an der Lomonossow-Universität.
Er untersuchte Struktur und Wirkung sowie Synthese einer Reihe biologisch aktiver Substanzen, darunter Antibiotika (Gramicidin), Enzymen und Membranproteinen. Owtschinnikow und entwickelte in den 1960er Jahren eine massenspektrometrische Methode zur Sequenzanalyse von Peptiden. Damit fand er u. a. die Struktur von Transaminasen (mit Alexander E. Braunstein). Er entwickelte eine Synthesemethode für Polypeptide mit Polymer-Trägern. Owtschinnikow forschte auch auf dem Gebiet der biologischen Waffen.
1973 wurde er Mitglied der Leopoldina, 1976 auswärtiges Mitglied der Akademie der Wissenschaften der DDR und 1970 ordentliches Mitglied der Akademie der Wissenschaften der UdSSR. Seit 1977 war er Mitglied der American Philosophical Society.
Juri Owtschinnikow erhielt folgende Auszeichnungen: Leninorden (1975, 1984), Leninpreis (1978), Held der sozialistischen Arbeit (1981), Staatspreis der UdSSR (1982), Orden des Roten Banners der Arbeit (1988).